# Бергманн, Фридрих
Фридрих Бергманн (нем. Friedrich Bergmann; 10 мая 1883 — 21 декабря 1941) — германский военачальник, генерал-лейтенант (1938), участник Первой и Второй мировых войн. Погиб во время битвы за Москву 21 декабря 1941 года близ Калуги.

## Биография
Поступил на службу в баварскую армию общегерманских войск в 1902 году. С 1904 года — лейтенант, с 1912 года — обер-лейтенант. 
Участвовал в Первой мировой войне, с 1915 года — капитан. Награжден Железным крестом 2-го (1914) и 1-го (1916) классов, а также Рыцарским крестом Королевского прусского дома и орденом Гогенцоллернов с мечами. 
После поражения некоторое время служил во фрайкорпусе генерала фон Эппа, затем в рейхсвере. С 1926 года — майор, с 1930 года — подполковник, с 1933 года — полковник. 15 октября 1935 года назначен командиром 5-го артиллерийского командования (Арко 5), 1 марта 1936 года получил звание генерал-майора. 
1 января 1937 года назначен командиром 27-й пехотной дивизии в Аугсбурге, 1 марта 1938 года получил звание генерал-лейтенанта. Командовал 27-й дивизией в Польской (1939) и Французской (1940) кампаниях. 
В октябре 1940 года назначен командиром 137-й пехотной дивизии. Командовал ею в войне против СССР, участвовал в Белостокско-Минском и Смоленском сражениях, затем в наступлении на Москву. 19 декабря 1941 года награжден Немецким золотым крестом. Два дня спустя погиб, отражая русскую контратаку под Калугой: пуля попала ему в пах и повредила артерию. При проведении работ по благоустройству в Калуге в 2012 году его могила обнаружена на месте сквера имени В.И. Ленина близ Торговых рядов. Перезахоронен в Духовщине Смоленской области.